# كريغ ماك إيوان (ملاكم)
كريغ ماك إيوان مواليد 13 أبريل 1982 في إدنبرة، هو ملاكم اسكتلندي يصنف ضمن فئة الوزن المتوسط بدأ مسيرته الاحترافية سنة 2006 حيث انتصر في نزاله الأول.

## إحصائيات
خاض خلال مسيرته 29 نزالا، فاز في 23 وتعادل في 2 وخسر في 4. فاز بالضربة القاضية في 10 نزالا.

## وصلات خارجية
- كريغ ماك إيوان على موقع بوكس ريك (الإنجليزية) (registration required)

- الموقع الرسمي